# Robert Francis Fairlie

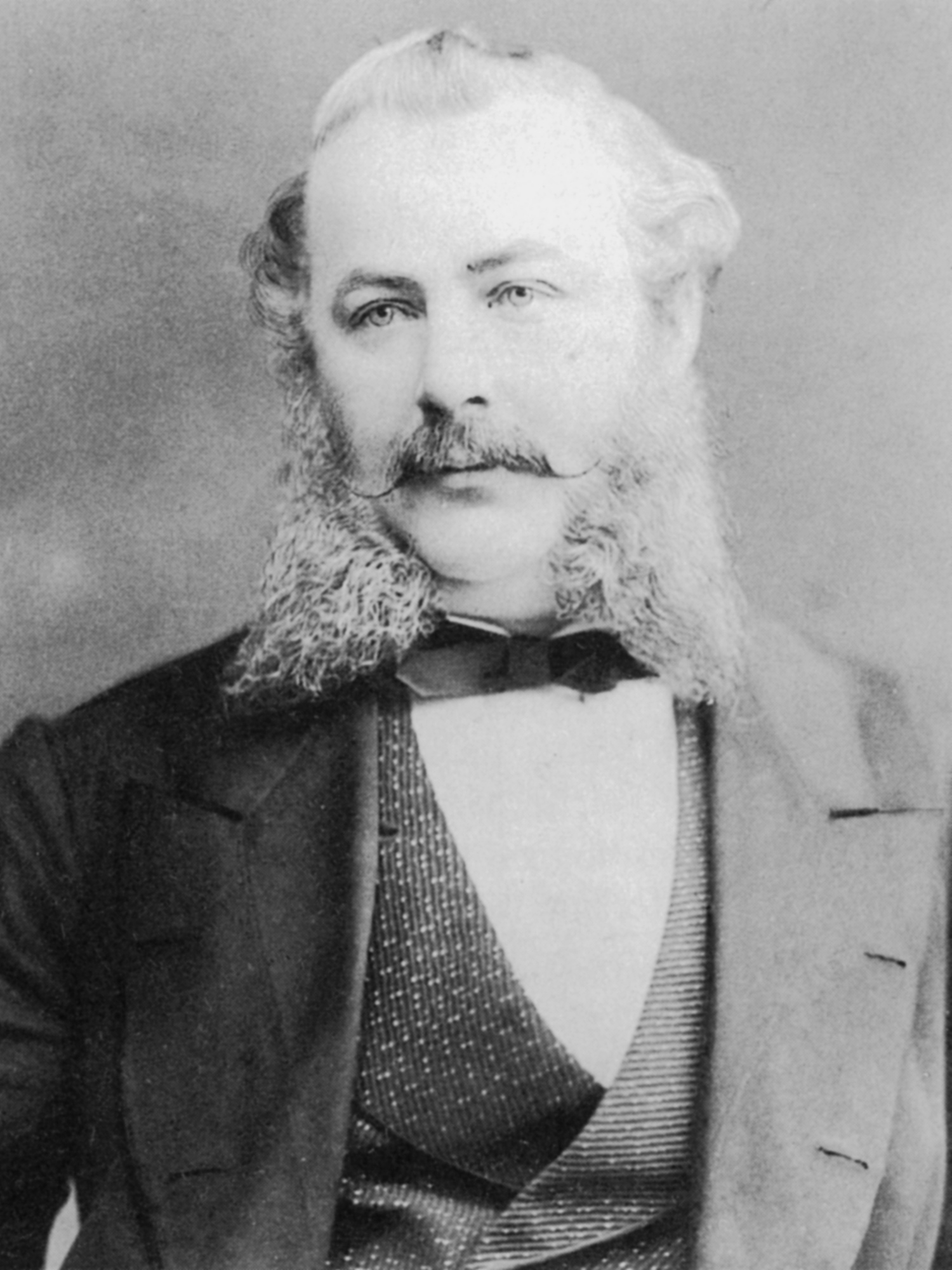
Robert Francis Fairlie (1870er)

Robert Francis Fairlie (* März 1831 in Schottland; † 31. Juli 1885 in London) war britischer Ingenieur und Erfinder im Eisenbahnbau.

## Leben und Wirken
Robert Francis Fairlie wurde im März 1831 in Schottland als Sohn eines Ingenieurs geboren. Seine Ausbildung zum Ingenieur im Eisenbahnbau erhielt er in Crewe, Cheshire und in Swindon, Wiltshire.

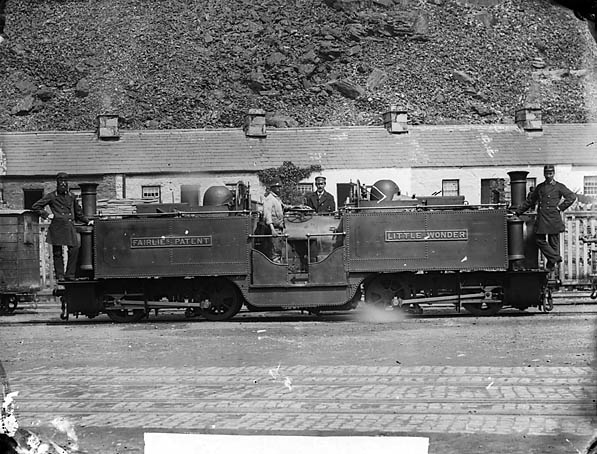
Die Double-Fairlie Little Wonder, die erste Maschine dieser Bauart auf der Ffestiniog Railway (ca. 1875)

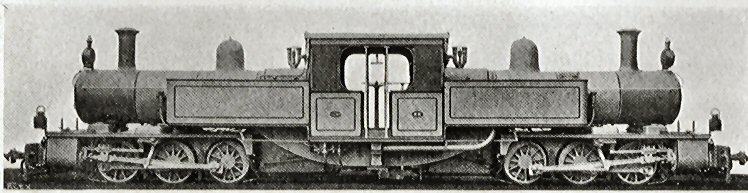
Fairlie-Lokomotive, gebaut von Vulcan Foundry Co. für Burma Railways, Foto 1908 veröffentlicht

1853, dem Jahr, in dem die Bahnverbindung zwischen Londonderry und Coleraine in Irland bis nach Castlerock fertiggestellt wurde, übernahm Fairlie die Position des Geschäftsführers in der Londonderry & Coleraine Railway Company. Später ging er im Jahr 1856 für einige Jahre nach Indien und übernahm eine ähnliche Position in der Bombay, Baroda and Central India Railway, der Firma, deren späterer Geschäftsführer, Nery Haymen, ihn im August 1861 vor dem Court of Queen's Bench auf 10.000 britische Pfund Schmerzensgeld wegen Beleidigung und Rufschädigung (Vorwurf der Bestechung) verklagte. Mit 500 Pfund Strafe war die Angelegenheit dann schließlich erledigt worden. Nach seiner Rückkehr nach England betätigte er sich als technischer Berater, ließ sich in der Gracechurch Street in London nieder und arbeitete ab 1859 mit der Honourable Artillery Company (HAC) zusammen.
Am 5. Januar 1862 heiratete Fairlie seine Frau, Eliza Anna England, genannt Lily. Später am 7. April 1862 musste er sich wegen Meineids vor dem Old Bailey verantworten, vor den ihn sein Schwiegervater und Arbeitgeber, der Lokomotivkonstrukteur George England, gebracht hatte. Fairlie hatte einen Tag vor der Heirat die Einverständniserklärung seines Schwiegervaters nur vorgetäuscht. Das Verfahren gegen Fairlie lief allerdings ins Leere, da sich während der Verhandlung herausstellte, dass Fairlies Frau rechtlich gesehen nicht als leibliche Tochter von George England galt, da sie außerehelich geboren war.
Am 12. Mai 1864 bekam Fairlie das Letters Patent Nummer 1210 für seine Erfindung Improvements in Locomotive Engines and Boilers zugesprochen, ein Erfolg für seine acht lange Jahre Arbeit seit 1856. Das Patent, welches auf 14 zum Teil ausklappbaren Seiten und mit 21 Zeichnungen unterstützt, sein Prinzip zur Verdoppelung der Leistung von Lokomotiven unter dem Begriff: "double bogie engine" (deutsch: Doppeldrehgestell-Maschine) beschrieb, wurde von der Firma James Cross & Co. 1865 für die Neath & Brecon Railway Company erstmals technisch umgesetzt.
1876 wurden bereits 34 Bahnstrecken gezählt, auf denen Fairlie-Lokomotiven verkehrten. 1884 bekam Fairlie einen Auftrag in Venezuela, eine neue Bahnstrecke zu konzipieren. Doch kurz nach seiner Ankunft erkrankte er an der damals als Dschungel-Fieber bekannten Malaria. Er kehrte nach England zurück und starb an den Folgen der Erkrankung am 31. Juli 1885 in London.
Doch seine Erfindung verbreitete sich weiter. 20 Jahre nach seinem Tod waren seine Fairlie-Lokomotiven auf 52 Strecken der Welt im Einsatz.
In den 46 Jahren von 1885 bis 1911 wurden Lokomotiven nach Fairlies Prinzip von zehn verschiedenen britischen Firmen und drei Firmen außerhalb Großbritanniens gefertigt und neben England, Irland und Wales auch in Kanada, Mexiko, Südamerika, Indien, Australien, Neuseeland, in verschiedenen Ländern Europas und in Russland eingesetzt. In Russland bewog die hervorragende Leistung, die von Fairlies Lokomotiven auf der Strecke St. Petersburg – Moskau erbracht wurde, den damaligen Zar Alexander II., eine Gedenkmünze in Gold in Anerkennung an Fairlies Erfindung prägen zu lassen.

## Werke
- Opinions Of The Press On The Fairlie Engine: Being A Series Of Articles Reprinted From The Leading Scientific And Other Journals. C. Whiting, London 1868 (englisch, Digitalisat – Nachdruck von Nabu Press, 2010, ISBN 1144509785).
- Observations On The Construction Of Railway Carriages: Together With A Paper On Railways And Their Management. C Whiting, London 1868 (englisch, Digitalisat – Nachdruck von Kessinger Publishing, 2010, ISBN 1162106964).
- Battle of the Gauges Renewed. E. Wilson, London 1872 (englisch, Nachdruck von General Books LLC, 2010, ISBN 0217864287).
- Railways or No Railways. E. Wilson, London 1872 (englisch, Digitalisat – Nachdruck von Railhead Pubns, (Juni 1984) – ISBN 0912113073).
- Railways Or No Railways: Narrow Gauge, Economy With Efficiency. V. Broad Gauge, Costliness With Extravagance. E. Wilson, London 1872 (englisch, Nachdruck von Nabu Press, 2010, ISBN 1142729737).